# Allée couverte von La Roche Couverte
Die Nordost-Südwest orientierte Allée couverte von La Roche Couverte liegt an der Rue de la Roche Couverte, südwestlich von Hénanbihen (bretonisch Henant-Bihan – deutsch „ruhiges Tal “) bei Lamballe im Département Côtes-d’Armor in der Bretagne in Frankreich.
Etwa 30 Blöcke aus Quarzit und Diabas stellen die Reste eines Galeriegrabes dar. Es war 16,3 Meter lang und 1,8 Meter breit und wurde seit dem 19. Jahrhundert mehrfach untersucht.
Es gab ein anderes Galeriegrab in der Gemeinde, das zerstört wurde. Der Dolmen von Hénanbihen und der Kalvarienberg von Plouagat wurden nach Pilckem in Belgien verbracht, wo Bretonen begraben liegen, die während des Ersten Weltkrieges dem ersten Gasangriff erlagen.
In Hénansal, in der Nähe, befindet sich die Allée couverte von Ville Bellanger.